# 206 Hersilia
A 206 Hersilia a Naprendszer kisbolygóövében található aszteroida. Christian Heinrich Friedrich Peters fedezte fel 1879. október 13-án.